# Roderbirken
Roderbirken ist eine Außenortschaft von Leichlingen (Rheinland), einer Stadt im Rheinisch-Bergischen Kreis in Nordrhein-Westfalen, die von einem gleichnamigen Waldgrundstück umgeben ist, das ihr vermutlich ihren Namen gegeben hat.
Roderbirken ist als Klinik-Standort bekannt. Die Rehaklinik Roderbirken ist auf Herz-Kreislauf-Erkrankungen spezialisiert und betreut durchschnittlich 3500 Patienten pro Jahr. Die Außenortschaft selbst ist von Buchenwäldern umgeben und ein beliebtes Ziel von Joggern, Wanderern und Spaziergängern.

## Geschichte
- 1906: Auf 100 Morgen Waldgelände, die früher zum Roderhof gehörten, wird die „Volksheilsstätte Roderbirken“ eröffnet. Sie ist für 145 Patienten (zunächst nur Frauen) ausgestattet und betreut zunächst „Nervenkranke“.
- 1910: Die Klinik wird um eine Männerabteilung mit 150 Betten ergänzt. Es folgen Häuser für das Personal, die Klinik erhält eine eigene Kirche und ein Badehaus. In Kriegszeiten dient sie als Lazarett.
- 1910 bis 1928: Vom Bahnhof Pattscheid führt eine Drahtseilbahn nach Roderbirken, mit der Kohle und Baumaterialien transportiert werden. Sie ist 2180 Meter lang.
- 1963: Die Klinik spezialisiert sich auf Herzerkrankungen.
- 1979: Der Klinikneubau wird eingeweiht. Zwei Untergeschosse und das Erdgeschoss eingerechnet hat er insgesamt zehn Etagen, außerdem Schwimmbad und Turnhalle und hat 52 Millionen Mark gekostet.

## Einwohner

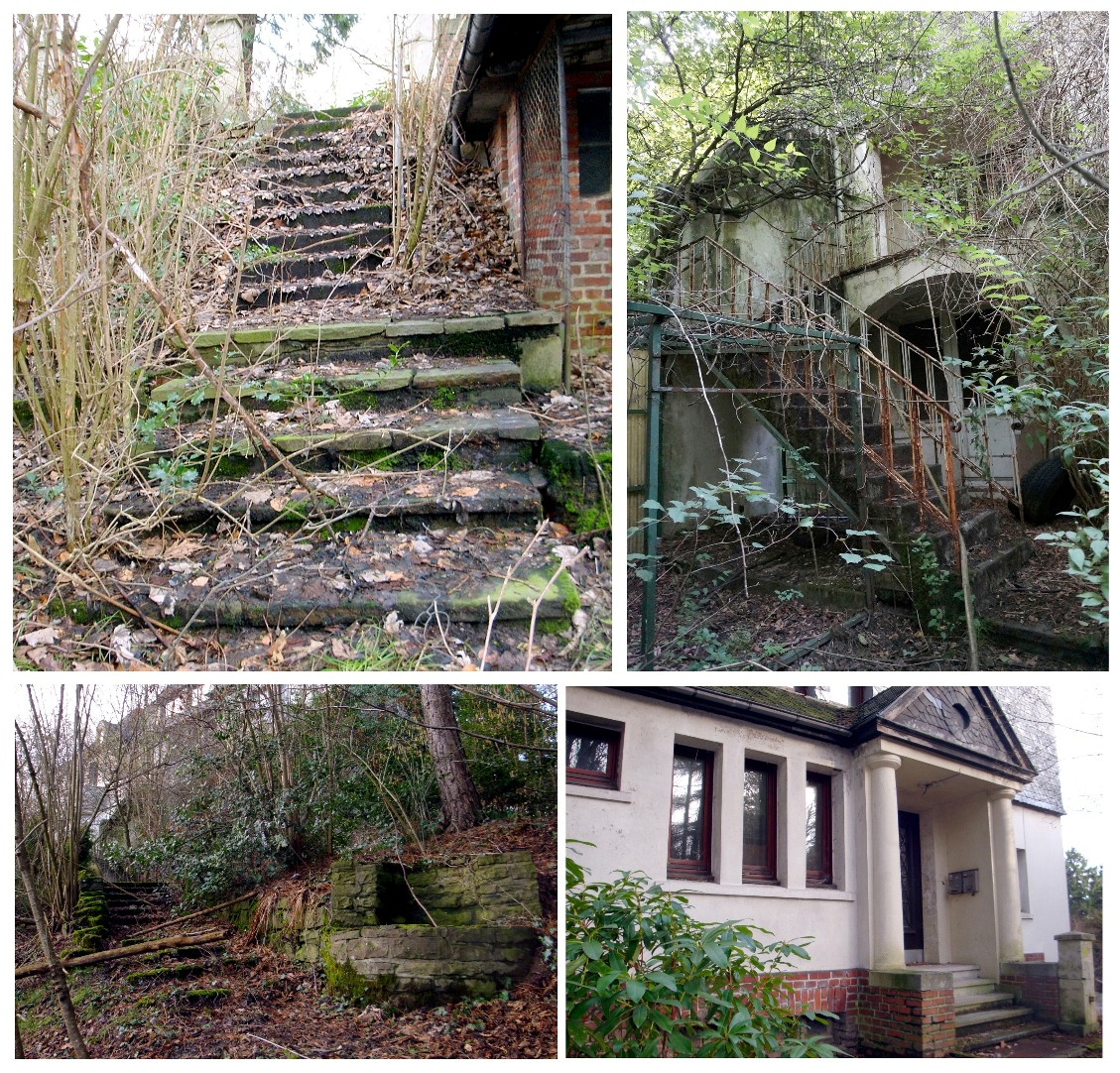
Das inzwischen abgerissene alte Ärztehaus

Um die Klinik herum ist mit den Jahren die Siedlung Roderbirken entstanden. Hier leben rund 150 Menschen, darunter Mitarbeiter der Klinik und ihre Angehörigen. Einige Gebäude, die zur alten Heilstätte gehörten und über 100 Jahre alt waren, sind inzwischen trotz ihrer historischen Bedeutung abgerissen worden. Des Weiteren wurde im April 2017 auch das erst 1979 im Baustil der Klinik miterbaute Wohnheim auf dem Gelände mit abgerissen, das Gelände wurde mit Bäumen aufgeforstet. Das historische Forsthaus Roderbirken ist dagegen wie andere ältere Häuser am Roderweg in Privatbesitz übergegangen und wird heute als Seminarort genutzt.

## Trivia
Roderbirken ist einer der Drehorte des Kölner Tatorts "Gefangen", der am 17. Mai 2020 erstmals ausgestrahlt wurde.